# Austrochernes guanophilus
Espèce
Synonymes
- Sundochernes guanophilus Beier, 1967
- Troglochernes guanophilus (Beier, 1967)

Austrochernes guanophilus est une espèce de pseudoscorpions de la famille des Chernetidae.

## Distribution
Cette espèce est endémique de Nouvelle-Galles du Sud en Australie. Elle se rencontre dans la grotte Fig Tree Cave à Wombeyan.

## Description
Le mâle holotype mesure 3 mm et la femelle paratype 3 mm.
Le mâle décrit par Harvey et Volschenk en 2007 mesure 3,36 mm et la femelle 3,97 mm.

## Systématique et taxinomie
Cette espèce a été décrite sous le protonyme Sundochernes guanophilus par Beier en 1967. Elle a été placée dans le genre Troglochernes par Harvey et Volschenk en 2007 puis dans le genre Austrochernes par Harvey en 2018.

## Publication originale
- Beier, 1967 : Some Pseudoscorpionidea from Australia, chiefly from caves. Australian Zoologist, vol. 14, p. 199-205 (texte intégral).